# Andrija Hebrang mlajši
Andrija Hebrang mlajši, hrvaški politik in zdravnik, * 27. januar 1946, Beograd.
Med letoma 1990 in 1992 je bil minister za zdravstvo in socialno skrb Republike Hrveške (drugi mandat je bil v letih 1993-1998 in tretji med letoma 2003 in 2005), leta 1998 je bil minister za obrambo Republike Hrvaške; v tretjem mandatu zdravstvenega ministra je bil tudi podpredsednik Vlade Republike Hrvaške.